# 恐怖症の一覧

恐怖症の一覧では、特定のものに対して異常な恐怖を抱く恐怖症を一覧形式で記す。
ボタン恐怖症や料理恐怖症など、恐ろしく見えないものに対しても当事者のトラウマなどに応じて引き起こされることがある。

## あ行
- 悪魔恐怖症（英語版）（Demonophobia）：悪魔に対する恐怖症。
- 顎恐怖症（Geniophobia)：二重顎などになることに対する恐怖症。
- 穴恐怖症（Holeophobia）：穴に対する恐怖症。
- アメリカ恐怖症 （Americanophobia）：アメリカ合衆国に対する嫌悪症。
- アリ恐怖症（英語版）：アリに対する恐怖症。
- アルコール恐怖症（Methyphobia）：アルコールに対する恐怖症。
- アルバニア恐怖症（英語版）（Albanophobia）：アルバニアに対する恐怖症。
- 暗所恐怖症（Nyctophobia）：暗闇に対する恐怖症。
- 生き埋め恐怖症（Burialphobia）：生き埋めに対する恐怖症。
- イングランド恐怖症（英語版）（Anglophobia）：イングランドに対する嫌悪症。
- 意見恐怖症（Allodoxaphobia）：自身の意見を述べることに対する恐怖症。
- イスラム恐怖症：イスラム教徒に対する嫌悪症。
- 犬恐怖症（英語版）（Cynophobia）：犬に対する恐怖症。
- 衣服恐怖症（Vestiophobia）：衣服を着用すること対する恐怖症。
- 色恐怖症（Colorphobia）：特定の色に対する恐怖症。
- 宇宙恐怖症（Cosmophobia）：宇宙に対する恐怖症。
- 馬恐怖症（英語版）（Equinophobia）：馬に対する恐怖症。
- 黄金恐怖症（Aurophobia）：黄金に対する恐怖症。
- 嘔吐恐怖症（Emetophobia）：嘔吐に対する恐怖症。
- 音恐怖症（英語版）（Phonophobia，Misophonia）：音に対する恐怖症。突然の大きな音に対する恐怖症（Phonophobia）と、特定の音に対する恐怖症（Misophonia）の二種類があるが、日本語では「音恐怖症」や「音声恐怖症」として混合されている。
- おなら恐怖症 (Flatulophobia) ：公衆の面前で放屁することに対する恐怖症[1]。
- 音楽恐怖症（Musicophobia）：音楽に対する恐怖症。
- 音響恐怖症（英語版）（Acousticophobia）：音響に対する恐怖症。音恐怖症（英語版）の一種。

## か行
- 外国人恐怖症（Xenophobia）：外国人に対する恐怖症。
- 外傷恐怖症（英語版）（Traumatophobia）：けがを負うことへの恐怖症。
- 階段恐怖症（Bathmophobia）：階段や急斜面、上り下りへの恐怖症。
- 回転恐怖症（英語版）（Rotational phobia）：回転をすることへの恐怖症。
- 海洋恐怖症（Thalassophobia）：海や川、湖などに対する恐怖症。
- 快楽恐怖症（英語版）（Hedonophobia）：快楽を得ることに対する恐怖症。
- カエル恐怖症（英語版）（Batrachophobia）：カエルに対する恐怖症。
- 科学技術恐怖症（Technophobia）：科学技術に対する恐怖症。
- 化学製品恐怖症（英語版）（Chemophobia）：化学製品に対する恐怖症。
- 鏡恐怖症（英語版）（Eisoptrophobia）：鏡や鏡像に対する恐怖症。
- 掻き傷恐怖症（Amychophobia）：掻き傷に対する恐怖症。
- 影恐怖症（Sciophobia）：影に対する恐怖症。
- 風恐怖症（英語版）（Ancraophobia, Anemophobia）：風に対する恐怖症。
- 片栗粉恐怖症（Chestnut flour）：片栗粉の感触や触った時の音に対する恐怖症。
- 学校恐怖症（School phobia）：学校に行くことへの恐怖症。対人恐怖症の一種。
- 雷恐怖症（Astraphobia）：雷の光や音に対する恐怖症。
- ガラス恐怖症（Crystallophobia）：ガラスに対する恐怖症。
- 加齢恐怖症（英語版）（Gerascophobia）：老いることへの恐怖症。
- 癌恐怖症（Cancerophobia）：癌に対する恐怖症。
- 寒冷恐怖症（英語版）（Frigophobia）：寒さに対する恐怖症。
- 換気扇恐怖症（Fannophobia) ：換気扇や通気口・エアコン・扇風機・室外機などに対する恐怖症。
- 黄色恐怖症（Xanthophobia）：黄色に対する恐怖症。色彩恐怖症の一種。
- 記憶恐怖症（Mnemophobia）：記憶に対する恐怖症。
- 記憶消失恐怖症（Amnesiphobia）：記憶を失うことに対する恐怖症。
- 機械恐怖症（英語版）：（Mechanophobia）：機械に対する恐怖症。
- 帰郷恐怖症（英語版）（Nostophobia）：帰郷することへの恐怖症。
- 奇形恐怖症（Teratophobia）：奇形に対する恐怖症。
- 寄生虫恐怖症（英語版）（Vermiphobia）：寄生虫に対する恐怖症。
- 吉報恐怖症（Euphobia）：いい知らせに対する恐怖症。
- 狂気恐怖症（Agateophobia）：狂気に対する恐怖症。
- 恐怖症恐怖症（英語版）（Phobophobia）：恐怖症を引き起こしかねない物事への恐怖症。
- 巨大建造物恐怖症（Megalophobia）：巨大建造物に対する恐怖症。
- 霧恐怖症（Nebulaphobia）：霧に対する恐怖症。
- キリスト教徒恐怖症（Christianophobia）：キリスト教徒に対する嫌悪症。
- 起立歩行恐怖症（英語版）（Basophobia）：立って歩くことへの恐怖症。
- 金銭恐怖症（Chrometophobia）：金銭に対する恐怖症。
- 金属恐怖症（Metallophobia）：金属に対する恐怖症。
- キノコ恐怖症（Mushroomphobia）：キノコに対する恐怖症。
- 空気恐怖症（Aerophobia）：淀んだ空気に対する恐怖症。
- 空腹恐怖症（Hungryphobia）：空腹であることに対する恐怖症。
- クモ恐怖症（Arachnophobia）：クモに対する恐怖症。
- 雲恐怖症（Nephophobia）：雲に対する恐怖症。
- クラゲ恐怖症（Melanophobia）：クラゲに対する恐怖症。

- 黒色恐怖症（Melanophobia）：黒い色に対する恐怖症。
- 群衆恐怖症（Ochlophobia）：群衆に対する恐怖症。
- 携帯電話不携帯恐怖症（英語版）（Nomophobia）：携帯電話を身に付けていないことへの恐怖症。携帯電話依存症ともいう。
- 血液恐怖症（Hemophobia）：血液や出血に対する恐怖症。
- 血液・注射・負傷型恐怖症（英語版）（Blood-injection-injury type phobia）：DSM-IVに分類される恐怖症。
- 結婚恐怖症（Gamophobia）：同棲や結婚に対する恐怖症。社交不安障害の一種。
- 決断恐怖症（英語版）（Decidophobia）：決断することへの恐怖症。
- 言語恐怖症（logophobia）：言語に対する恐怖症。
- 高温恐怖症（英語版）（Thermophobia）：暑さに対する恐怖症。
- 広空間恐怖症（Cenophobia）：広い空間に対する恐怖症。
- 口臭恐怖症（Halitophobia）：自身の口臭に対する恐怖症。対人恐怖症の一種。
- 高所恐怖症（Acrophobia）：高所に居ることで感じる恐怖症。高い場所に登ると、たとえそこが安全な場所であっても、落ちてしまうのではないかという不安と恐怖に包まれる。
- 幸福恐怖症（英語版）（Cherophobia）：幸せになることへの恐怖症。
- コウモリ恐怖症（wikidata）（Chiroptophobia）：コウモリに対する恐怖症。
- 黒人恐怖症（英語版）（Negrophobia）：黒人に対する恐怖症。外国人恐怖症の一種。
- 孤独恐怖症（英語版）（Autophobia）：孤独に対する恐怖症[2]。
- 子供恐怖症（Pedophobia）：子供に対する恐怖症。
- ゴム恐怖症（Rubberphobia）：ラテックスアレルギーが原因によるシリコンゴムも含めた全てのゴム製品が皮膚に触れる事に対する恐怖症。
- 昆虫恐怖症（Entomophobia）：虫に対する恐怖症。
- コンピュータ恐怖症（Cyberphobia）：コンピュータや新技術習得に対する恐怖症。

## さ行
- 細菌恐怖症(Germophobia)：細菌に対する恐怖症。潔癖症。
- 魚恐怖症（Ichthyophobia）：魚に対する恐怖症。死んだ魚も含むことがある。
- 作業恐怖症（Ergasiophobia）：ある作業に対する恐怖症。
- 酸味恐怖症（Acerophobia ）：酸味のあるものへの恐怖症。
- 死恐怖症（Thanatophobia）：自分の死に対する恐怖症。
- 歯科恐怖症（英語版）（Dentophobia）：歯科に対する恐怖症。
- 時間恐怖症（Chronophobia）：時が経つことへの恐怖症。
- 色彩恐怖症（英語版）（Chromophobia）：特定の色に対する恐怖症。
- 仕事恐怖症（英語版）（Ergophobia）：仕事に対する恐怖症。
- 視線恐怖症（Ophthalmophobia）：見つめられるなどの視線に対する恐怖症。
- 死体恐怖症（Necrophobia）：死体や死に関連するものに対する恐怖症。
- 失笑恐怖症 (Laughter phobia)   ：笑ってはいけない場面だとわかっていても笑ってしまう、またそうなるかもしれないと思うことに対する恐怖症。
- 失敗恐怖症（Atychiphobia）：失敗することへの恐怖症。
- 疾病恐怖症（英語版）（Nosophobia）：病気に対する恐怖症。
- 自動人形恐怖症（Automatonophobia）：腹話術の人形など、動く人形に対する恐怖症。
- 社交恐怖症（Sociophobia）：社交に対する恐怖症。
- 銃器恐怖症（英語版）（Hoplophobia）：銃に対する恐怖症。
- 住居恐怖症（英語版）（Oikophobia）：住居に対する恐怖症。
- 醜形恐怖症（Dysmorphophobia）：自己の外見が醜いことに対する恐怖症。
- 水中人工物恐怖症（英語版）
- 集合体恐怖症（Trypophobia）：小さな穴の集まりなどの集合体に対する恐怖症[3]。
- 13恐怖症（Triskaidekaphobia）：13の数字に対する恐怖症。
- 13日の金曜日恐怖症（ Friggatriskaidekaphobia、Paraskevidekatriaphobia）：13日の金曜日に対する恐怖症。
- 触手恐怖症（Tentaclesphobia）：触手に対する恐怖症。
- 食事恐怖症（英語版）（Phagophobia）：食事に対する恐怖症。
- 職場恐怖症（Workplace phobia）：職場環境に対する恐怖症。
- 植物恐怖症（Botanophobia）：植物に対する恐怖症。
- 食物恐怖症（Cibophobia）：食物摂取への恐怖症。拒食症とも呼ばれる。
- 食物新奇性恐怖（英語版）（Food neophobia）：フードネオフォビア。未経験の食物に対する恐怖症[4][5]。昆虫食に嫌悪感を持つ要因の一つとされる[4][5]。
- 女性恐怖症（Gynophobia）：女性に対する恐怖症。
- 女性器恐怖症（英語版）（Eurotophobia）：女性器に対する恐怖症。
- 書籍恐怖症（英語版）（Bibliophobia）：本の内容に対する恐怖症。
- 塵埃恐怖症（Amathophobia）：チリやホコリに対する恐怖症。
- 新型コロナウイルス恐怖症（Coronavirusphobia）：新型コロナウイルスに対する恐怖症。
- 新奇恐怖症（英語版）（Neophobia）：新しい環境や体験、初対面の人などに対する恐怖症[5]。
- 腎臓病恐怖症（Albuminurophobia）：腎臓病に対する恐怖症。
- 森林恐怖症（Hylophobia）：森林に対する恐怖症。
- 睡眠恐怖症（Hypnophobia）：睡眠に対する恐怖症[6]。
- 数字恐怖症（Numerophobia）：数字に対する恐怖症。
- 正義恐怖症（Dikephobia）：正義に対する恐怖症や嫌悪症。
- 性愛恐怖症（Erotophobia）：性行為など性的な事柄への恐怖症。
- 性恐怖症（英語版）（Sexophobia）：異性や性行為など性に対する恐怖症。
- 性交恐怖症（英語版）（Genophobia）：性交に対する恐怖症。
- 性的暴行恐怖症（Contreltophobia）：性的暴行に対する恐怖症。
- 性同一性障害・トランスジェンダー恐怖症（Transphobia）：性同一性障害やトランスジェンダーに対する嫌悪症。
- 聖物恐怖症（Hagiophobia）：神聖とされる人、物、思想、現象などに対する恐怖症。
- 赤面恐怖症（Erythrophobia）：恥をかくなど赤面することへの恐怖症症。対人恐怖症の一種。
- 接触恐怖症（Haphephobia）：触られることへの恐怖症。
- 先端恐怖症（Aichmophobia）：先の鋭いものに対する恐怖症。先端恐怖症の一種。
- 洗浄恐怖症（Ablutophobia）：入浴や清掃に対する恐怖症。
- 先端恐怖症（Belonephobia）：尖ったものに対する恐怖症。
- 空恐怖症（Skyphobia）：空に対して持つ恐怖症。

## た行
- 体重増加恐怖症（Obesophobia）：太ることへの恐怖症。
- 対人恐怖症（Ophthalmophobia）：人と接することへの恐怖症。社交不安障害の一種。
- 対人間恐怖症（スペイン語版）（Anthropophobia）：人間に対する恐怖症。
- 大便恐怖症（英語版）（Poophobia）：大便に対する恐怖症。
- 竜巻恐怖症（英語版）（Lilapsophobia）：竜巻やハリケーンに対する恐怖症。
- ダニ恐怖症（Acarophobia）：ダニに対する恐怖症。
- 弾丸恐怖症（Ballistophobia）：弾丸に対する恐怖症。
- 男性恐怖症（Androphobia）：男性に対する恐怖症[7]。
- 知識恐怖症（Epistemophobia）：知識を得ることへの恐怖症。
- 長文恐怖症 （hippopotomonstrosesquipedaliophobia） :長文や長い単語に対する恐怖症。
- 中国恐怖症 （Sinophobia）：中国に対する嫌悪。
- 注射恐怖症（Trypanophobia）：注射に対する恐怖症。
- 蝶恐怖症（Lepidopterophobia）：蝶に対する恐怖症。
- 月恐怖症（Selenophobia）：月に対する恐怖症。
- 鉄道恐怖症（Siderodromophobia）：鉄道に対する恐怖症。
- 朝鮮恐怖症（Koryophobia）：朝鮮に対する嫌悪。
- 低所恐怖症（Batophobia）：巨大建造物や晴れた空など、高所からの圧迫感に対する恐怖症。
- 電気恐怖症（Electrophobia）：電気に対する恐怖症。
- 電話恐怖症（Telephonophobia）：電話に対する恐怖症。
- ドイツ恐怖症（英語版）（Germanophobia）：ドイツに対する嫌悪。
- 道化恐怖症（Coulrophobia）：ピエロに対する恐怖症。
- 登校恐怖症（Didaskaleinophobia）：学校への登校に対する恐怖症。
- 同性愛恐怖症（Homophobia）：同性愛に対する嫌悪症。
- 疼痛恐怖症（Algophobia）：痛みに対する恐怖症。
- 動物恐怖症（Zoophobia）：特定の動物に対する恐怖症。
- 道路横断恐怖症（英語版）（Agyrophobia,Dromophobia）：道路の横断に対する恐怖症。
- 渡橋恐怖症（英語版）（Gephyrophobia）：橋を渡ることへの恐怖症。
- 毒物恐怖症（英語版）（Toxiphobia）：毒物に対する恐怖症。
- 鳥恐怖症（スペイン語版）（Ornithophobia）：鳥全般、または特定の鳥に対する恐怖症。

## な行
- 長い単語恐怖症（Hippopotomonstrosesquipedaliophobia）：長い単語に対する恐怖症。
- 匂い恐怖症（英語版）（Osmophobia）：においに対する恐怖症。
- 虹恐怖症（英語版） （Rainbowphobia）：虹に対する恐怖症。
- 日光恐怖症（英語版）（Heliophobia）：日光に対する恐怖症。
- 入浴恐怖症：入浴に対する恐怖症。洗浄恐怖症とも。
- ニワトリ恐怖症（Alektorophobia）：ニワトリに対する恐怖症。
- 妊娠恐怖症（英語版）（Tokophobia）：妊娠や出産に対する恐怖症。
- 人形恐怖症（Pediophobia） ：人形に対する恐怖症。
- ニンニク恐怖症（Alliumphobia）：ニンニクに対する恐怖症。
- 猫恐怖症（英語版）（Ailurophobia）：猫に対する恐怖。
- ネズミ恐怖症（英語版）（Musophobia）：ネズミに対する恐怖。
- 乗り物恐怖症（Amaxophobia）：乗り物に対する恐怖。

## は行
- ハチ恐怖症（英語版）（Melissophobia）：ハチに対する恐怖。
- 爬虫類恐怖症（英語版）（Herpetophobia）：爬虫類に対する恐怖。
- 発言恐怖症（英語版）（Glossophobia）：スピーチなど発言に対する恐怖。
- 花恐怖症（Anthophobia）：花に対する恐怖。
- 汎恐怖症（英語版）（Panphobia）：未知の悪への恐怖。
- 早口恐怖症（英語版）（fast speakphobia）：早口など特定のテンポに対する恐怖。
- 火恐怖症（Pyrophobia）：火に対する恐怖。
- 髭恐怖症（英語版）（Pogonophobia）：髭に対する恐怖。
- 飛行恐怖症（Aviophobia）：空を飛ぶことへの恐怖。飛行機恐怖症とほぼ同義。
- 飛行機恐怖症（Aerophobia）：航空機事故などに起因する飛行機への恐怖。
- 美人恐怖症（Caligynephobia）：美人に対する恐怖。
- 病院恐怖症（英語版）（Nosocomephobia）：病院に対する恐怖。
- ピーナッツバター恐怖症（Peanutbutterphobia）：ピーナッツバターに対する恐怖。
- 広場恐怖症（Agoraphobia）：広場に対する恐怖。
- ヒンドゥー教徒恐怖症（英語版）（Hinduphobia）：ヒンドゥー教徒に対する嫌悪。
- ピエロ恐怖症（Coulrophobia）：ピエロに対する恐怖。
- 風船恐怖症（Globophobia）：風船に対する恐怖。
- 不潔恐怖症（Mysophobia）：不潔なものへの恐怖。潔癖症とも。
- ブラジル恐怖症（英語版）（Brazilophobia）：ブラジルに対する嫌悪。
- フランス恐怖症（英語版）（Francophobia）：フランスに対する嫌悪。
- 糞便恐怖症（英語版）（Coprophobia）：糞便や排せつに対する恐怖[7]。
- 閉所恐怖症（Claustrophobia）：閉ざされた空間に対する恐怖。
- ヘソ恐怖症（Omphalophobia）：ヘソに対する恐怖。
- ヘビ恐怖症（英語版）（Ophidiophobia）：ヘビに対する恐怖。
- ポエム恐怖症（Poemphobia）：詩を詠んだり書いたりするものに対する恐怖。
- 放射線恐怖症（Radiophobia）：電離放射線などに対する恐怖。
- 勃起恐怖症（英語版）（Phallophobia）：男性器の勃起に対する恐怖。
- ボタン恐怖症（Koumpounophobia）：ボタンに対する恐怖[8]。
- 墓地恐怖症（Coimetrophobia）：墓地に対する恐怖。

## ま行
- 水恐怖症（英語版）（Aquaphobia）：水に対する恐怖症。かつては狂犬病（恐水病）の事を指した。
- 湖恐怖症（Lakephobia）：湖に対する恐怖症。
- 無限恐怖症（apeirophobia, Infinitephobia）：無限に対する恐怖症。
- メキシコ恐怖症（英語版）（Mexicophobia）：メキシコに対する嫌悪症。
- 毛髪恐怖症（Chaetophobia）：髪の毛に対する恐怖症。

## や行
- 野菜恐怖症（Vegetable phobia）:野菜に対する恐怖・嫌悪症。
- 薬物恐怖症（英語版）（Pharmacophobia）：薬物に対する恐怖症。
- 野生生物恐怖症（Agrizoophobia）：野生生物に対する恐怖症。
- 幽霊恐怖症（Phasmophobia）：幽霊に対する恐怖症。
- 雪恐怖症（Chionophobia）：雪に対する恐怖症。
- 夢恐怖症（Oneirophobia）：夢を見ることに対する恐怖症。
- 4恐怖症（Tetraphobia）：4の数字に対する恐怖症。日本では４を不吉な数字として扱うことから発症すると言われている。
- 揺れ恐怖症（ Shaking phobia）：カーテンやブランコ、歩行者の腕など、揺れているものに対する恐怖症。

## ら行
- 両性愛恐怖症（Biphobia）：両性愛に対する嫌悪症。
- 料理恐怖症（英語版）（Mageirocophobia）：料理することへの恐怖症。
- 霊魂恐怖症（Pneumatiphobia）：霊魂に対する恐怖症。
- 恋愛恐怖症（英語版）（Philophobia）：恋愛に対する恐怖症。
- 老人恐怖症（Gerontophobia）：自身が老いた姿や高齢者に対する恐怖症。
- ローマ教皇恐怖症（Papaphobia）：ローマ教皇に対する恐怖症。
- 666恐怖症（Hexakosioihexekontahexaphobia）：獣の数字である666に対する恐怖症。
- ロシア恐怖症（Russophobia）：ロシア連邦に対する嫌悪症。

## わ行
- わいせつ物恐怖症（Pornophobia）：わいせつなものに対する恐怖症。
- 若者恐怖症（英語版）（Ephebiphobia）：若者に対する恐怖症。
- 笑われ恐怖症（英語版）（Gelotophobia）：笑われることへの恐怖症。